# Kip Kinkel
Pour les articles homonymes, voir Kinkel.
Kipland Philip Kinkel dit Kip Kinkel (né le 30 août 1982) est l'auteur de la tuerie scolaire en Oregon à Thurston High School (école secondaire à Springfield) aux États-Unis, le 21 mai 1998. Il est emprisonné pour le restant de sa vie, sans possibilité de libération conditionnelle.
Le 20 mai 1998, après avoir été renvoyé de son école secondaire pour y avoir amené une arme à feu voler, Kip rentre chez lui et tue ses parents, Bill et Faith Kinkel. Il dira ne plus pouvoir se confronter à eux, ni les laisser devenir victimes de son échec. Bill et Faith Kinkel étaient tous les deux professeurs dans des écoles primaires et secondaires de Springfield et enseignaient l'espagnol et le français.
Le lendemain, 21 mai, il prend la voiture de sa mère et y entasse plusieurs armes à feu ainsi qu'un couteau de chasse. Une partie de son matériel avait été achetée par son père, le reste obtenu grâce à des amis. Il entre dans la cafétéria de l'école et ouvre le feu. Il blesse vingt-cinq de ses camarades et en tue deux, avant d'être arrêté par Jacob Ryker alors qu'il recharge un de ses fusils.
Kip est reconnu coupable de meurtres avec préméditation et écope d'une peine de cent onze ans de prison incompressibles. Les policiers découvrent des bombes artisanales dans sa maison, ainsi que les cadavres de ses parents, tués la veille.

## Biographie
Kip Kinkel est né à Springfield, dans l'Oregon. Il a une sœur plus âgée, Kristin. Ses parents ont passé un an en Espagne lorsque Kip avait 6 ans. De retour à Springfield, il connaît des difficultés scolaires et ses professeurs le disent immature et démuni de quelques émotions.
Il souffre également de dyslexie et doit suivre des cours particuliers pour rattraper son retard.
Kinkel commence à s’intéresser aux armes à feu très tôt. Dans un premier temps, ses parents préfèrent ignorer ce fait. Mais quelques années plus tard, son père l'inscrit dans un centre de tir et lui achète une carabine 22 long rifle ainsi qu'un 9 mm alors qu'il est âgé de 15 ans.

## Le prélude

### L'expulsion
Le 20 mai 1998, Kinkel se fait renvoyer de son école secondaire, Thurston High school, pour avoir apporté une arme volée. Un de ses amis aurait volé cette arme à son père et l'aurait par la suite vendue 110$ à Kip Kinkel. Après l'avoir achetée, Kinkel conserve cette arme dans son casier.
L'école convoquera les autorités et c'est la police qui ramènera Kinkel chez ses parents dans l'après-midi, après l'avoir interrogé sur l'origine de cette arme. Chez lui, Kinkel affirme à son père que c'était la dernière fois qu'il les décevrait (ses parents).

### Le meurtre des parents
Vers 15h30, le père de Kip Kinkel lui annonce qu'il l'enverra en pension s'il ne change pas d'attitude. Fou de rage, Kip Kinkel se procure une arme appartenant à ses parents, la charge puis se dirige dans la cuisine où se trouve son père et lui tire une balle derrière la tête.
À 16 h, un ami appelle Kip Kinkel. Au fil de la conversation, son ami lui demande où se trouve son père. Kip répond que son père est sorti faire des courses. Il lui avoue également qu'il a peur de ce que son père va penser de son expulsion de l'école. Il ne cessait de répéter « c'est fini... c'est fini, c'est fait ». Il attend le retour de sa mère. À 18 h, alors qu'elle monte les escaliers du garage, il lui tire deux balles derrière la tête, trois en plein visage, et une dans le cœur. Il traîne le corps de sa mère au pied des escaliers du garage et celui de son père dans la salle de bain. Il couvre chaque corps d'un drap blanc.
Il racontera plus tard qu'il souhaitait éviter de causer du souci à ses parents en raison de son expulsion de l'école et qu'il ne se sentait pas à la hauteur.

## La tuerie de l'école secondaire de Thurston
Le 21 mai 1998, Kip Kinkel se rend à l'école au volant de la voiture de sa mère. Il est vêtu d'un imperméable afin de dissimuler cinq armes à feu et des munitions. Lorsqu'il pénètre dans l'enceinte de l'école, il croise l'un de ses amis dans le couloir. Celui-ci le salue, c'est alors que Kinkel lui conseille de ne pas rester car quelque chose d'horrible va se passer. Il tire ensuite deux coups de feu qui touchent fatalement Ben Walker et grièvement Ryan Atteberry. Kinkel se dirige ensuite vers la cafétéria où il tire 48 balles et blesse vingt-cinq étudiants qui prenaient leur petit déjeuner.
Un élève, pratiquant la lutte, réussit à neutraliser Kinkel à l'aide d'autres étudiants alors qu'il recharge son arme. La police intervient rapidement et interpelle Kip Kinkel. Au total, Kinkel aura tiré 50 balles dans l'enceinte de son école secondaire qui ont tué deux étudiants (Ben Walker et Mikael Nickolauson) et blessé vingt-deux autres élèves

## Procès et emprisonnement
Lors de son interrogatoire, il pleure, crie et supplie un officier de police de le tuer. Il racontera qu'il avait voulu se suicider après avoir tué ses parents, mais qu'il n'a pas eu le courage de le faire.
Durant son procès, ses avocats décident de plaider la folie en faisant intervenir des psychiatres afin de prouver que Kinkel souffre de déficience mentale. Pourtant, Kinkel suivait une thérapie avant la tuerie, le psychologue qu'il a consulté 9 fois l'avait déclaré sain d'esprit. Le 24 septembre 1999, 3 jours avant les délibérations du jury, il plaide coupable de meurtre et de tentative de meurtre, en pensant être acquitté pour raison mentale. Le 2 novembre 1999, il est condamné à 111 ans de prison sans possibilité de libération. À la lecture du verdict, Kinkel s'excuse des crimes qu'il a commis.
En juin 2007, Kinkel demande la révision de son procès, sur la base du rapport de deux psychiatres qui établissent que Kinkel souffrait d'une schizophrénie paranoïaque lors des meurtres commis. En août 2007, la juge Marion County lui refuse la révision de son procès. Kinkel est détenu dans une prison de l'état d'Oregon.